# إدغار بنتلي
إدغار بنتلي (بالإنجليزية: Edgar Bentley)‏ (1892 في المملكة المتحدة - ) هو لاعب كرة قدم بريطاني (وحمل سابقاً جنسية المملكة المتحدة لبريطانيا العظمى وأيرلندا) في مركز الدفاع. لعب مع بورت فايل.